# Gloriosa
Gloriosa là chi thực vật có hoa trong họ Colchicaceae.
Các loài trong chi này là bản địa nhiệt đới miền nam châu Phi và miền nam châu Á (Yemen, Ấn Độ, Đông Nam Á), du nhập vào Australia và được gieo trồng ở nhiều nơi. Một số loài được trồng làm cây cảnh.

## Các loài
11 loài hiện tại được công nhận (10/2018)
- Gloriosa baudii (A.Terracc.) Chiov., 1916 - Ethiopia, Somalia, Kenya.
- Gloriosa carsonii Baker, 1895 - Trung, đông và nam châu Phi.
- Gloriosa flavovirens (Dammer) J.C.Manning & Vinn., 2007 - Angola.
- Gloriosa lindenii (Baker) J.C.Manning & Vinn., 2007 - Trung và đông nam châu Phi.
- Gloriosa littonioides (Welw. ex Baker) J.C.Manning & Vinn., 2007 - Trung và trung nam châu Phi.
- Gloriosa modesta (Hook.) J.C.Manning & Vinn., 2007 - Miền nam châu Phi.
- Gloriosa revoilii (Franch.) J.C.Manning & Vinn., 2007 - Đông bắc châu Phi, Yemen.
- Gloriosa rigidifolia (Bredell) J.C.Manning & Vinn., 2007 - Limpopo.
- Gloriosa sessiliflora Nordal & Bingham, 1998 - Angola, Zambia, Caprivi.
- Gloriosa simplex L., 1767 - Châu Phi hạ Sahara, Madagascar.
- Gloriosa superba L., 1753 - Châu Phi hạ Sahara, Madagascar, Seychelles, tiểu lục địa Ấn Độ, Đông Nam Á: Ngọt nghẹo, ngoắt nghoẻo, ngót nghoẻo, gia lan.

## Độc dược học
Các bộ phận của các loài Gloriosa đều chứa colchicin, tập trung chủ yếu ở rễ và hạt. Liều gây tử vong của colchicin là khoảng 6 mg/kg,. Gloriosa superba đã từng được sử dụng làm thuốc độc để tự sát.

## Biểu tượng
Gloriosa superba là quốc hoa của Zimbabwe (tại đây nó là loài được bảo vệ). Một ghim cài áo hình hoa Gloriosa superba làm từ kim cương và platin là quà tặng từ Nam Rhodesia (nay là Zimbabwe) cho Elizabeth II trong chuyến viếng thăm năm 1947 khi bà còn là công chúa kế vị. Nó là bang hoa của bang Tamil Nadu ở Ấn Độ. Nó cũng là quốc hoa của Tamil Eelam (nhà nước do phong trào Những con Hổ giải phóng Tamil đề xuất thành lập) và được trưng bày trong vai trò như vậy trong ngày Maaveerar.